# Vodacom Cup 2006
Vodacom Cup 2006 – dziewiąta edycja Vodacom Cup, trzeciego poziomu rozgrywek w rugby union w Południowej Afryce.
W tym sezonie zlikwidowano podział na dwie grupy, toteż wszystkie czternaście drużyn rywalizowało systemem kołowym w ramach jednej grupy, a dwie czołowe zmierzyły się następnie w walce o tytuł.
W finale zwyciężyła drużyna Falcons, zdobywając tym samym pierwszy tytuł w historii tego związku.
Najwięcej punktów w zawodach (163) zdobył Andries Hough, w klasyfikacji przyłożeń z dwunastoma zwyciężył natomiast John Daniels.

## Mecze
| 10 lutego 200616:30 | Cheetahs | 8:36(0:10) | Blue Bulls | Vodacom Park, Bloemfontein Widzów: 8 000 Sędzia: Craig Joubert |
| 10 lutego 200616:30 |          | 8:36(0:10) |            | Vodacom Park, Bloemfontein Widzów: 8 000 Sędzia: Craig Joubert |

| 10 lutego 200619:10 | Mighty Elephants | 26:17(12:10) | Western Province | EPRU Stadium, Port Elizabeth Widzów: 550 Sędzia: Cobus Wessels |
| 10 lutego 200619:10 |                  | 26:17(12:10) |                  | EPRU Stadium, Port Elizabeth Widzów: 550 Sędzia: Cobus Wessels |

| 11 lutego 200615:00 | Leopards | 25:44(18:13) | Pumas | Olën Park, Potchefstroom Widzów: 300 Sędzia: Stuart Berry |
| 11 lutego 200615:00 |          | 25:44(18:13) |       | Olën Park, Potchefstroom Widzów: 300 Sędzia: Stuart Berry |

| 11 lutego 200615:30 | SWD Eagles | 9:51(9:32) | Natal Wildebeest | Outeniqua Park, George Widzów: 350 Sędzia: Deon van Blommestein |
| 11 lutego 200615:30 |            | 9:51(9:32) |                  | Outeniqua Park, George Widzów: 350 Sędzia: Deon van Blommestein |

| 11 lutego 200616:00 | Boland Cavaliers | 40:19(19:19) | Griquas | Boland Stadium, Wellington Widzów: 1 900 Sędzia: Roderick Barry |
| 11 lutego 200616:00 |                  | 40:19(19:19) |         | Boland Stadium, Wellington Widzów: 1 900 Sędzia: Roderick Barry |

| 11 lutego 200616:00 | Griffons | 22:28(13:10) | Falcons | North West Stadium, Welkom Widzów: 203 Sędzia: Pieter de Bruin |
| 11 lutego 200616:00 |          | 22:28(13:10) |         | North West Stadium, Welkom Widzów: 203 Sędzia: Pieter de Bruin |

| 17 lutego 200617:00 | Boland Cavaliers | 17:31(5:17) | Pumas | Boland Stadium, Wellington Widzów: 650 Sędzia: Leon van der Merwe |
| 17 lutego 200617:00 |                  | 17:31(5:17) |       | Boland Stadium, Wellington Widzów: 650 Sędzia: Leon van der Merwe |

| 17 lutego 200619:10 | Mighty Elephants | 31:36(15:25) | Griquas | EPRU Stadium, Port Elizabeth Widzów: 350 Sędzia: Cobus Wessels |
| 17 lutego 200619:10 |                  | 31:36(15:25) |         | EPRU Stadium, Port Elizabeth Widzów: 350 Sędzia: Cobus Wessels |

| 18 lutego 200614:15 | Natal Wildebeest | 22:13(5:13) | Blue Bulls | ABSA Stadium, Durban Widzów: 1 000 Sędzia: Jerome Fortuin |
| 18 lutego 200614:15 |                  | 22:13(5:13) |            | ABSA Stadium, Durban Widzów: 1 000 Sędzia: Jerome Fortuin |

| 18 lutego 200615:00 | SWD Eagles | 6:38(6:10) | Falcons | Outeniqua Park, George Widzów: 350 Sędzia: Roderick Barry |
| 18 lutego 200615:00 |            | 6:38(6:10) |         | Outeniqua Park, George Widzów: 350 Sędzia: Roderick Barry |

| 18 lutego 200615:00 | Griffons | 60:10(26:5) | Border Bulldogs | North West Stadium, Welkom Widzów: 119 Sędzia: Michael Cupido |
| 18 lutego 200615:00 |          | 60:10(26:5) |                 | North West Stadium, Welkom Widzów: 119 Sędzia: Michael Cupido |

| 18 lutego 200617:00 | Western Province | 20:24(7:21) | Golden Lions | Newlands Stadium, Kapsztad Widzów: 2 500 Sędzia: Marius Jonker |
| 18 lutego 200617:00 |                  | 20:24(7:21) |              | Newlands Stadium, Kapsztad Widzów: 2 500 Sędzia: Marius Jonker |

| 24 lutego 200617:00 | Griquas | 42:48(19:23) | Western Province | Absa Park, Kimberley Widzów: 1 500 Sędzia: Pieter de Bruin |
| 24 lutego 200617:00 |         | 42:48(19:23) |                  | Absa Park, Kimberley Widzów: 1 500 Sędzia: Pieter de Bruin |

| 24 lutego 200619:00 | Border Bulldogs | 21:39(21:13) | Blue Bulls | Absa Stadium, East London Widzów: 2 000 Sędzia: Johann Meuwesen |
| 24 lutego 200619:00 |                 | 21:39(21:13) |            | Absa Stadium, East London Widzów: 2 000 Sędzia: Johann Meuwesen |

| 24 lutego 200619:00 | Pumas | 35:29(16:16) | Golden Lions | Atlantic Stadium, Witbank Widzów: 1 500 Sędzia: Leon van der Merwe |
| 24 lutego 200619:00 |       | 35:29(16:16) |              | Atlantic Stadium, Witbank Widzów: 1 500 Sędzia: Leon van der Merwe |

| 24 lutego 200619:00 | Falcons | 26:15(13:3) | Cheetahs | Bosman Stadium, Brakpan Widzów: 500 Sędzia: Johan Greeff |
| 24 lutego 200619:00 |         | 26:15(13:3) |          | Bosman Stadium, Brakpan Widzów: 500 Sędzia: Johan Greeff |

| 24 lutego 200619:10 | Mighty Elephants | 32:33(14:27) | Leopards | EPRU Stadium, Port Elizabeth Widzów: 350 Sędzia: Jerome America |
| 24 lutego 200619:10 |                  | 32:33(14:27) |          | EPRU Stadium, Port Elizabeth Widzów: 350 Sędzia: Jerome America |

| 25 lutego 200615:00 | SWD Eagles | 23:33(16:20) | Griffons | Outeniqua Park, George Widzów: 200 Sędzia: Louis Mzomba |
| 25 lutego 200615:00 |            | 23:33(16:20) |          | Outeniqua Park, George Widzów: 200 Sędzia: Louis Mzomba |

| 3 marca 200619:00 | Border Bulldogs | 17:7(14:7) | Mighty Elephants | Absa Stadium, East London Widzów: 300 Sędzia: Shaun Veldsman |
| 3 marca 200619:00 |                 | 17:7(14:7) |                  | Absa Stadium, East London Widzów: 300 Sędzia: Shaun Veldsman |

| 3 marca 200619:00 | Griffons | 20:10(3:5) | Boland Cavaliers | North West Stadium, Welkom Widzów: 500 Sędzia: Philip Bosch |
| 3 marca 200619:00 |          | 20:10(3:5) |                  | North West Stadium, Welkom Widzów: 500 Sędzia: Philip Bosch |

| 3 marca 200619:00 | Griquas | 38:38(20:31) | Cheetahs | Absa Park, Kimberley Widzów: 1 200 Sędzia: Deon van Blommestein |
| 3 marca 200619:00 |         | 38:38(20:31) |          | Absa Park, Kimberley Widzów: 1 200 Sędzia: Deon van Blommestein |

| 3 marca 200619:10 | Falcons | 7:6(0:3) | Golden Lions | Bosman Stadium, Brakpan Widzów: 300 Sędzia: Gareth Jones |
| 3 marca 200619:10 |         | 7:6(0:3) |              | Bosman Stadium, Brakpan Widzów: 300 Sędzia: Gareth Jones |

| 4 marca 200614:15 | Western Province | 19:51(13:21) | Natal Wildebeest | Newlands Stadium, Kapsztad Widzów: 2 500 Sędzia: Linston Manuels |
| 4 marca 200614:15 |                  | 19:51(13:21) |                  | Newlands Stadium, Kapsztad Widzów: 2 500 Sędzia: Linston Manuels |

| 4 marca 200615:00 | Leopards | 49:28(36:13) | SWD Eagles | Olën Park, Potchefstroom Widzów: 500 Sędzia: Willie Roos |
| 4 marca 200615:00 |          | 49:28(36:13) |            | Olën Park, Potchefstroom Widzów: 500 Sędzia: Willie Roos |

| 4 marca 200617:00 | Pumas | 12:21(12:9) | Blue Bulls | Atlantic Stadium, Witbank Widzów: 1 500 Sędzia: Stuart Berry |
| 4 marca 200617:00 |       | 12:21(12:9) |            | Atlantic Stadium, Witbank Widzów: 1 500 Sędzia: Stuart Berry |

| 10 marca 200619:00 | Pumas | 15:17(3:14) | Cheetahs | Atlantic Stadium, Witbank Widzów: 1 500 Sędzia: Jerome America |
| 10 marca 200619:00 |       | 15:17(3:14) |          | Atlantic Stadium, Witbank Widzów: 1 500 Sędzia: Jerome America |

| 10 marca 200619:00 | Falcons | 21:27(6:15) | Western Province | Bosman Stadium, Brakpan Widzów: 2 500 Sędzia: Willie Roos |
| 10 marca 200619:00 |         | 21:27(6:15) |                  | Bosman Stadium, Brakpan Widzów: 2 500 Sędzia: Willie Roos |

| 10 marca 200619:00 | Leopards | 19:17(9:14) | Blue Bulls | Olën Park, Potchefstroom Widzów: 1 000 Sędzia: Christie du Preez |
| 10 marca 200619:00 |          | 19:17(9:14) |            | Olën Park, Potchefstroom Widzów: 1 000 Sędzia: Christie du Preez |

| 10 marca 200619:10 | Border Bulldogs | 13:15(3:15) | Golden Lions | Absa Stadium, East London Widzów: 1 000 Sędzia: Jerome Fortuin |
| 10 marca 200619:10 |                 | 13:15(3:15) |              | Absa Stadium, East London Widzów: 1 000 Sędzia: Jerome Fortuin |

| 11 marca 200615:00 | Griquas | 22:40(7:30) | Natal Wildebeest | Absa Park, Kimberley Widzów: 1 000 Sędzia: Mark Lawrence |
| 11 marca 200615:00 |         | 22:40(7:30) |                  | Absa Park, Kimberley Widzów: 1 000 Sędzia: Mark Lawrence |

| 11 marca 200615:00 | Boland Cavaliers | 76:22(21:10) | SWD Eagles | Boland Stadium, Wellington Widzów: 650 Sędzia: Deon van Blommestein |
| 11 marca 200615:00 |                  | 76:22(21:10) |            | Boland Stadium, Wellington Widzów: 650 Sędzia: Deon van Blommestein |

| 11 marca 200616:00 | Griffons | 34:38(17:19) | Mighty Elephants | North West Stadium, Welkom Widzów: 312 Sędzia: Stuart Berry |
| 11 marca 200616:00 |          | 34:38(17:19) |                  | North West Stadium, Welkom Widzów: 312 Sędzia: Stuart Berry |

| 17 marca 200619:00 | Border Bulldogs | 14:20(0:15) | Cheetahs | Absa Stadium, East London Widzów: 300 Sędzia: Philip Bosch |
| 17 marca 200619:00 |                 | 14:20(0:15) |          | Absa Stadium, East London Widzów: 300 Sędzia: Philip Bosch |

| 17 marca 200619:00 | Leopards | 15:14(0:14) | Golden Lions | Olën Park, Potchefstroom Widzów: 750 Sędzia: Johann Meuwesen |
| 17 marca 200619:00 |          | 15:14(0:14) |              | Olën Park, Potchefstroom Widzów: 750 Sędzia: Johann Meuwesen |

| 17 marca 200619:00 | Pumas | 14:15(11:0) | Western Province | Atlantic Stadium, Witbank Widzów: 1 250 Sędzia: Pieter de Bruin |
| 17 marca 200619:00 |       | 14:15(11:0) |                  | Atlantic Stadium, Witbank Widzów: 1 250 Sędzia: Pieter de Bruin |

| 18 marca 200614:30 | Griffons | 6:30(6:13) | Blue Bulls | North West Stadium, Welkom Sędzia: Jerome America |
| 18 marca 200614:30 |          | 6:30(6:13) |            | North West Stadium, Welkom Sędzia: Jerome America |

| 18 marca 200615:30 | Falcons | 34:31(28:18) | Natal Wildebeest | Bosman Stadium, Brakpan Sędzia: Shaun Veldsman |
| 18 marca 200615:30 |         | 34:31(28:18) |                  | Bosman Stadium, Brakpan Sędzia: Shaun Veldsman |

| 18 marca 200616:00 | Mighty Elephants | 16:31(13:12) | Boland Cavaliers | WJ de Wet Stadium, Despatch Sędzia: Roderick Barry |
| 18 marca 200616:00 |                  | 16:31(13:12) |                  | WJ de Wet Stadium, Despatch Sędzia: Roderick Barry |

| 24 marca 200619:00 | Border Bulldogs | 9:18(6:6) | Western Province | Absa Stadium, East London Widzów: 500 Sędzia: Johan Greeff |
| 24 marca 200619:00 |                 | 9:18(6:6) |                  | Absa Stadium, East London Widzów: 500 Sędzia: Johan Greeff |

| 25 marca 200615:00 | SWD Eagles | 36:43(26:22) | Mighty Elephants | Outeniqua Park, George Widzów: 200 Sędzia: Gareth Lloyd-Jones |
| 25 marca 200615:00 |            | 36:43(26:22) |                  | Outeniqua Park, George Widzów: 200 Sędzia: Gareth Lloyd-Jones |

| 25 marca 200615:30 | Falcons | 33:6(17:6) | Griquas | Bosman Stadium, Brakpan Widzów: 350 Sędzia: Tappe Henning |
| 25 marca 200615:30 |         | 33:6(17:6) |         | Bosman Stadium, Brakpan Widzów: 350 Sędzia: Tappe Henning |

| 25 marca 200616:00 | Pumas | 13:26(3:19) | Natal Wildebeest | Atlantic Stadium, Witbank Widzów: 1 500 Sędzia: Willie Roos |
| 25 marca 200616:00 |       | 13:26(3:19) |                  | Atlantic Stadium, Witbank Widzów: 1 500 Sędzia: Willie Roos |

| 25 marca 200616:00 | Boland Cavaliers | 38:35(17:20) | Blue Bulls | Boland Stadium, Wellington Widzów: 3 400 Sędzia: Philip Bosch |
| 25 marca 200616:00 |                  | 38:35(17:20) |            | Boland Stadium, Wellington Widzów: 3 400 Sędzia: Philip Bosch |

| 25 marca 200616:00 | Griffons | 32:51(16:27) | Golden Lions | North West Stadium, Welkom Widzów: 500 Sędzia: Deon van Blommestein |
| 25 marca 200616:00 |          | 32:51(16:27) |              | North West Stadium, Welkom Widzów: 500 Sędzia: Deon van Blommestein |

| 25 marca 200617:00 | Leopards | 48:17(19:12) | Cheetahs | Olën Park, Potchefstroom Widzów: 1 000 Sędzia: Roderick Barry |
| 25 marca 200617:00 |          | 48:17(19:12) |          | Olën Park, Potchefstroom Widzów: 1 000 Sędzia: Roderick Barry |

| 31 marca 200619:00 | Griquas | 24:24(21:17) | Golden Lions | Absa Park, Kimberley Widzów: 1 850 Sędzia: Roderick Barry |
| 31 marca 200619:00 |         | 24:24(21:17) |              | Absa Park, Kimberley Widzów: 1 850 Sędzia: Roderick Barry |

| 31 marca 200619:10 | Mighty Elephants | 9:15(9:6) | Pumas | EPRU Stadium, Port Elizabeth Widzów: 400 Sędzia: Craig Joubert |
| 31 marca 200619:10 |                  | 9:15(9:6) |       | EPRU Stadium, Port Elizabeth Widzów: 400 Sędzia: Craig Joubert |

| 1 kwietnia 200614:30 | Natal Wildebeest | 51:14(25:7) | Cheetahs | ABSA Stadium, Durban Widzów: 1 300 Sędzia: Mark Lawrence |
| 1 kwietnia 200614:30 |                  | 51:14(25:7) |          | ABSA Stadium, Durban Widzów: 1 300 Sędzia: Mark Lawrence |

| 1 kwietnia 200615:00 | SWD Eagles | 37:29(11:12) | Border Bulldogs | Greenhaven Sports Stadium, Great Brak River Widzów: 2 000 Sędzia: Linston Manuels |
| 1 kwietnia 200615:00 |            | 37:29(11:12) |                 | Greenhaven Sports Stadium, Great Brak River Widzów: 2 000 Sędzia: Linston Manuels |

| 1 kwietnia 200615:30 | Falcons | 29:50(17:18) | Blue Bulls | Bosman Stadium, Brakpan Widzów: 1 500 Sędzia: Marius Jonker |
| 1 kwietnia 200615:30 |         | 29:50(17:18) |            | Bosman Stadium, Brakpan Widzów: 1 500 Sędzia: Marius Jonker |

| 1 kwietnia 200616:00 | Boland Cavaliers | 39:25(17:18) | Leopards | Boland Stadium, Wellington Widzów: 2 100 Sędzia: Michael Cupido |
| 1 kwietnia 200616:00 |                  | 39:25(17:18) |          | Boland Stadium, Wellington Widzów: 2 100 Sędzia: Michael Cupido |

| 7 kwietnia 200619:00 | Border Bulldogs | 8:49(8:21) | Natal Wildebeest | Absa Stadium, East London Widzów: 400 Sędzia: Deon van Blommestein |
| 7 kwietnia 200619:00 |                 | 8:49(8:21) |                  | Absa Stadium, East London Widzów: 400 Sędzia: Deon van Blommestein |

| 7 kwietnia 200619:00 | Griquas | 19:15(9:8) | Pumas | Absa Park, Kimberley Widzów: 1 950 Sędzia: Linston Manuels |
| 7 kwietnia 200619:00 |         | 19:15(9:8) |       | Absa Park, Kimberley Widzów: 1 950 Sędzia: Linston Manuels |

| 7 kwietnia 200619:10 | SWD Eagles | 18:21(9:14) | Blue Bulls | Outeniqua Park, George Widzów: 3 205 Sędzia: Louis Mzomba |
| 7 kwietnia 200619:10 |            | 18:21(9:14) |            | Outeniqua Park, George Widzów: 3 205 Sędzia: Louis Mzomba |

| 8 kwietnia 200614:15 | Boland Cavaliers | 18:27(3:15) | Golden Lions | Boland Stadium, Wellington Widzów: 5 200 Sędzia: Roderick Barry |
| 8 kwietnia 200614:15 |                  | 18:27(3:15) |              | Boland Stadium, Wellington Widzów: 5 200 Sędzia: Roderick Barry |

| 8 kwietnia 200616:00 | Griffons | 25:41(13:29) | Cheetahs | North West Stadium, Welkom Widzów: 323 Sędzia: Johan Greeff |
| 8 kwietnia 200616:00 |          | 25:41(13:29) |          | North West Stadium, Welkom Widzów: 323 Sędzia: Johan Greeff |

| 8 kwietnia 200616:00 | Leopards | 35:28(15:10) | Western Province | Vryburg Widzów: 2 400 Sędzia: Cobus Wessels |
| 8 kwietnia 200616:00 |          | 35:28(15:10) |                  | Vryburg Widzów: 2 400 Sędzia: Cobus Wessels |

| 12 kwietnia 200619:00 | Griffons | 21:43(15:24) | Western Province | North West Stadium, Welkom Widzów: 500 Sędzia: Pieter de Bruin |
| 12 kwietnia 200619:00 |          | 21:43(15:24) |                  | North West Stadium, Welkom Widzów: 500 Sędzia: Pieter de Bruin |

| 13 kwietnia 200616:30 | Boland Cavaliers | 20:34(6:22) | Cheetahs | Boland Stadium, Wellington Widzów: 1 200 Sędzia: Jerome America |
| 13 kwietnia 200616:30 |                  | 20:34(6:22) |          | Boland Stadium, Wellington Widzów: 1 200 Sędzia: Jerome America |

| 13 kwietnia 200619:00 | Leopards | 16:38(13:10) | Natal Wildebeest | Olën Park, Potchefstroom Widzów: 200 Sędzia: Peet Badenhorst |
| 13 kwietnia 200619:00 |          | 16:38(13:10) |                  | Olën Park, Potchefstroom Widzów: 200 Sędzia: Peet Badenhorst |

| 13 kwietnia 200619:00 | Border Bulldogs | 20:27(17:17) | Griquas | Absa Stadium, East London Widzów: 780 Sędzia: Johann Meuwesen |
| 13 kwietnia 200619:00 |                 | 20:27(17:17) |         | Absa Stadium, East London Widzów: 780 Sędzia: Johann Meuwesen |

| 13 kwietnia 200619:10 | Mighty Elephants | 22:43(12:28) | Blue Bulls | EPRU Stadium, Port Elizabeth Widzów: 800 Sędzia: Deon van Blommestein |
| 13 kwietnia 200619:10 |                  | 22:43(12:28) |            | EPRU Stadium, Port Elizabeth Widzów: 800 Sędzia: Deon van Blommestein |

| 15 kwietnia 2006 | SWD Eagles | 22:27(10:10) | Golden Lions | Outeniqua Park, George Widzów: 300 Sędzia: Johann Meuwesen |
| 15 kwietnia 2006 |            | 22:27(10:10) |              | Outeniqua Park, George Widzów: 300 Sędzia: Johann Meuwesen |

| 15 kwietnia 200614:15 | Pumas | 41:44(24:24) | Falcons | Ellis Park, Johannesburg Widzów: 3 919 Sędzia: Roderick Barry |
| 15 kwietnia 200614:15 |       | 41:44(24:24) |         | Ellis Park, Johannesburg Widzów: 3 919 Sędzia: Roderick Barry |

| 21 kwietnia 200619:00 | Pumas | 46:7(5:7) | Border Bulldogs | Atlantic Stadium, Witbank Widzów: 1 500 Sędzia: Roderick Barry |
| 21 kwietnia 200619:00 |       | 46:7(5:7) |                 | Atlantic Stadium, Witbank Widzów: 1 500 Sędzia: Roderick Barry |

| 21 kwietnia 200619:00 | Griquas | 41:6(24:6) | Griffons | Absa Park, Kimberley Widzów: 500 Sędzia: Jerome America |
| 21 kwietnia 200619:00 |         | 41:6(24:6) |          | Absa Park, Kimberley Widzów: 500 Sędzia: Jerome America |

| 21 kwietnia 200619:10 | Leopards | 23:30(16:12) | Falcons | Olën Park, Potchefstroom Widzów: 1 000 Sędzia: Gareth Lloyd-Jones |
| 21 kwietnia 200619:10 |          | 23:30(16:12) |         | Olën Park, Potchefstroom Widzów: 1 000 Sędzia: Gareth Lloyd-Jones |

| 21 kwietnia 200619:10 | Mighty Elephants | 31:42(12:35) | Cheetahs | EPRU Stadium, Port Elizabeth Widzów: 200 Sędzia: Stuart Berry |
| 21 kwietnia 200619:10 |                  | 31:42(12:35) |          | EPRU Stadium, Port Elizabeth Widzów: 200 Sędzia: Stuart Berry |

| 22 kwietnia 200614:15 | Blue Bulls | 8:31(5:11) | Golden Lions | Loftus Versfeld Stadium, Pretoria Widzów: 2 500 Sędzia: Christie du Preez |
| 22 kwietnia 200614:15 |            | 8:31(5:11) |              | Loftus Versfeld Stadium, Pretoria Widzów: 2 500 Sędzia: Christie du Preez |

| 22 kwietnia 200615:00 | SWD Eagles | 15:70(15:48) | Western Province | Outeniqua Park, George Widzów: 500 Sędzia: Cobus Wessels |
| 22 kwietnia 200615:00 |            | 15:70(15:48) |                  | Outeniqua Park, George Widzów: 500 Sędzia: Cobus Wessels |

| 22 kwietnia 200616:00 | Boland Cavaliers | 9:11(9:5) | Natal Wildebeest | Boland Stadium, Wellington Widzów: 1 950 Sędzia: Deon van Blommestein |
| 22 kwietnia 200616:00 |                  | 9:11(9:5) |                  | Boland Stadium, Wellington Widzów: 1 950 Sędzia: Deon van Blommestein |

| 27 kwietnia 200616:00 | Pumas | 37:27(24:9) | Griffons | Atlantic Stadium, Witbank Widzów: 500 Sędzia: Cobus Wessels |
| 27 kwietnia 200616:00 |       | 37:27(24:9) |          | Atlantic Stadium, Witbank Widzów: 500 Sędzia: Cobus Wessels |

| 28 kwietnia 200616:30 | Golden Lions | 17:42(17:27) | Cheetahs | Ellis Park, Johannesburg Widzów: 1 000 Sędzia: Stuart Berry |
| 28 kwietnia 200616:30 |              | 17:42(17:27) |          | Ellis Park, Johannesburg Widzów: 1 000 Sędzia: Stuart Berry |

| 28 kwietnia 200619:00 | Falcons | 29:36(26:13) | Boland Cavaliers | Bosman Stadium, Brakpan Widzów: 300 Sędzia: Louis Mzomba |
| 28 kwietnia 200619:00 |         | 29:36(26:13) |                  | Bosman Stadium, Brakpan Widzów: 300 Sędzia: Louis Mzomba |

| 28 kwietnia 200619:00 | Griquas | 49:15(24:3) | SWD Eagles | Absa Park, Kimberley Widzów: 1 850 Sędzia: Christie du Preez |
| 28 kwietnia 200619:00 |         | 49:15(24:3) |            | Absa Park, Kimberley Widzów: 1 850 Sędzia: Christie du Preez |

| 28 kwietnia 200619:00 | Border Bulldogs | 46:35(26:20) | Leopards | Absa Stadium, East London Sędzia: Leon van der Merwe |
| 28 kwietnia 200619:00 |                 | 46:35(26:20) |          | Absa Stadium, East London Sędzia: Leon van der Merwe |

| 28 kwietnia 200619:10 | Mighty Elephants | 20:71(13:31) | Natal Wildebeest | EPRU Stadium, Port Elizabeth Widzów: 650 Sędzia: Pieter de Bruin |
| 28 kwietnia 200619:10 |                  | 20:71(13:31) |                  | EPRU Stadium, Port Elizabeth Widzów: 650 Sędzia: Pieter de Bruin |

| 29 kwietnia 200614:15 | Blue Bulls | 45:35(20:15) | Western Province | Loftus Versfeld Stadium, Pretoria Widzów: 1 500 Sędzia: Abe Cupido |
| 29 kwietnia 200614:15 |            | 45:35(20:15) |                  | Loftus Versfeld Stadium, Pretoria Widzów: 1 500 Sędzia: Abe Cupido |

| 5 maja 200619:00 | Cheetahs | 13:23(3:7) | Western Province | Vodacom Park, Bloemfontein Widzów: 5 500 Sędzia: Cobus Wessels |
| 5 maja 200619:00 |          | 13:23(3:7) |                  | Vodacom Park, Bloemfontein Widzów: 5 500 Sędzia: Cobus Wessels |

| 5 maja 200619:00 | Border Bulldogs | 50:47(18:30) | Boland Cavaliers | Absa Stadium, East London Widzów: 1 500 Sędzia: Stuart Berry |
| 5 maja 200619:00 |                 | 50:47(18:30) |                  | Absa Stadium, East London Widzów: 1 500 Sędzia: Stuart Berry |

| 5 maja 200619:00 | Pumas | 53:8(14:3) | SWD Eagles | Atlantic Stadium, Witbank Widzów: 1 500 Sędzia: Jerome America |
| 5 maja 200619:00 |       | 53:8(14:3) |            | Atlantic Stadium, Witbank Widzów: 1 500 Sędzia: Jerome America |

| 5 maja 200619:00 | Falcons | 48:3(27:3) | Mighty Elephants | Bosman Stadium, Brakpan Widzów: 150 Sędzia: Michael Cupido |
| 5 maja 200619:00 |         | 48:3(27:3) |                  | Bosman Stadium, Brakpan Widzów: 150 Sędzia: Michael Cupido |

| 6 maja 200612:30 | Griquas | 17:25(10:18) | Blue Bulls | Absa Park, Kimberley Widzów: 1 000 Sędzia: Leon van der Merwe |
| 6 maja 200612:30 |         | 17:25(10:18) |            | Absa Park, Kimberley Widzów: 1 000 Sędzia: Leon van der Merwe |

| 6 maja 200615:00 | Leopards | 29:28(8:10) | Griffons | Olën Park, Potchefstroom Widzów: 200 Sędzia: Gareth Lloyd-Jones |
| 6 maja 200615:00 |          | 29:28(8:10) |          | Olën Park, Potchefstroom Widzów: 200 Sędzia: Gareth Lloyd-Jones |

| 6 maja 200616:30 | Golden Lions | 29:49(19:42) | Natal Wildebeest | Ellis Park, Johannesburg Widzów: 1 000 Sędzia: Francois Veldsman |
| 6 maja 200616:30 |              | 29:49(19:42) |                  | Ellis Park, Johannesburg Widzów: 1 000 Sędzia: Francois Veldsman |

| 12 maja 200619:00 | Griffons | 0:0 | Natal Wildebeest | North West Stadium, Welkom |
| 12 maja 200619:00 |          | 0:0 |                  | North West Stadium, Welkom |

| 12 maja 200619:10 | Mighty Elephants | 12:34(0:22) | Golden Lions | EPRU Stadium, Port Elizabeth Widzów: 350 |
| 12 maja 200619:10 |                  | 12:34(0:22) |              | EPRU Stadium, Port Elizabeth Widzów: 350 |

| 12 maja 200619:30 | Falcons | 68:18(28:13) | Border Bulldogs | Bosman Stadium, Brakpan Widzów: 350 |
| 12 maja 200619:30 |         | 68:18(28:13) |                 | Bosman Stadium, Brakpan Widzów: 350 |

| 13 maja 200612:30 | Griquas | 34:14(14:7) | Leopards | Absa Park, Kimberley Widzów: 500 |
| 13 maja 200612:30 |         | 34:14(14:7) |          | Absa Park, Kimberley Widzów: 500 |

| 13 maja 200614:45 | Boland Cavaliers | 14:12(7:5) | Western Province | Newlands Stadium, Kapsztad Widzów: 49 000 |
| 13 maja 200614:45 |                  | 14:12(7:5) |                  | Newlands Stadium, Kapsztad Widzów: 49 000 |

| 13 maja 200615:00 | SWD Eagles | 24:43(12:19) | Cheetahs | Pacaltsdorp Widzów: 650 |
| 13 maja 200615:00 |            | 24:43(12:19) |          | Pacaltsdorp Widzów: 650 |

## Finał
| 20 maja 200614:00 | Falcons | 25:17(10:14) | Natal Wildebeest | Bosman Stadium, Brakpan Sędzia: Johann Meuwesen |
| 20 maja 200614:00 |         | 25:17(10:14) |                  | Bosman Stadium, Brakpan Sędzia: Johann Meuwesen |